# Lenauheim
Lenauheim is een gemeente in het Roemeense district Timiș en ligt in de regio Banaat in het westen van Roemenië. De gemeente telt 5725 inwoners (2005).

## Geografie
De oppervlakte van Lenauheim bedraagt 112,75 km², de bevolkingsdichtheid is ongeveer 51 inwoners per km².
De gemeente bestaat uit de volgende dorpen: Bulgăruș, Grabaț, Lenauheim.In Lenauhem bevindt zich het geboortehuis van de dichter Nikolaus Lenau, met o.a. een aan hem gewijd museum.

## Demografie
Van de 5665 inwoners in 2002 zijn 4617 Roemenen, 90 Hongaren, 193 Duitsers, 723 Roma's en 42 van andere etnische groepen.
Onderstaande figuur toont het verloop van het inwoneraantal vanaf 1880.

## Politiek
De burgemeester van Lenauheim is Alinel Ioan Narița (PSD).

## Geschiedenis
In 1415 werd Lenauheim officieel erkend.
De historische Hongaarse en Duitse namen zijn respectievelijk Csatád en Lenauheim of Schadat.
Balinț · Banloc · Bara · Bârna · Beba Veche · Becicherecu Mic · Belinț · Bethausen · Biled · Birda · Bogda · Boldur · Brestovăț · Cărpiniș · Cenad · Cenei · Checea · Chevereșu Mare · Comloșu Mare · Coșteiu · Criciova · Curtea · Darova · Denta · Dudeștii Noi · Dudeștii Vechi · Dumbrava · Dumbrăvița · Fibiș · Fârdea · Foeni · Gavojdia · Ghilad · Ghiroda · Ghizela · Giarmata · Giera · Giroc · Giulvăz · Gottlob · Iecea Mare · Jamu Mare · Jebel · Lenauheim · Liebling · Lovrin · Margina · Mașloc · Mănăștiur · Moravița · Moșnița Nouă · Nădrag · Nițchidorf · Ohaba Lungă · Orțișoara · Parța · Pădureni · Peciu Nou · Periam · Pietroasa · Pișchia · Racovița · Remetea Mare · Sacoșu Turcesc · Saravale · Satchinez · Săcălaz · Secaș · Sânandrei · Sânmihaiu Român · Sânpetru Mare · Șag · Şandra · Știuca · Teremia Mare · Tomești · Tomnatic · Topolovățu Mare · Tormac · Traian Vuia · Uivar · Valcani · Variaș · Victor Vlad Delamarina · Voiteg